# Сарадња четника са Недићевом владом
Сарадња четника са Недићевом владом представља један вид колаборације четника са снагама Осовине у Другом светском рату. Основни циљ сарадње Михаиловићевих четника са квислиншком Недићевом владом било је уједињење „националних снага” ради заједничке „борбе против комунизма”, односно против партизана.
Сарадња Михаиловића са Недићевом владом се првенствено одвијала кроз „легализацију” четничких одреда. Процесом легализације многи четници су службено постали наоружана војна сила укључена у систем окупације.
Дана 17. јануара 1942. године, према немачким подацима, 72 официра и 7.963 четничка борца су били под командом српске жандармерије. Легализовани четници су тада били већином Пећанчеви, а око 2000-3000 њих су били Михаиловићеви четници. На врхунцу снаге, средином маја 1942. године, два четничка помоћна корпуса су бројила 13.400 официра, подофицира и војника.

## Сарадња са Аћимовићевом управом 1941.
Председник Савета комесара, прве квислиншке владе у окупираној Србији, Милан Аћимовић, током окупације највише се експонирао у сарадњи са покретом под командом Драгољуба Михаиловића, још од првих месеци окупације. На основу једног потоњег документа, односно Аћимовићеве изјаве, може се наслутити да је Аћимовић допринео да немачки окупатор не изврши планиране активности уперене против Михаиловића у јуну 1941.
Први контакт покрета под руководством пуковника Драгољуба Михаиловића успостављен је крајем маја 1941. посредством резервног потпоручника Владимира Ленца, вође омладинске организације Југословенског народног покрета Збор Димитрија Љотића на Загребачком свеучилишту, који се повлачио из Босне са Михаиловићевом групом, након Априлског рата, да би се потом заједно са Михаиловићем стационирао на Равној гори. Према тврдњама које је 1949. објавио Љотићев сарадник Бошко Костић, потпоручник Ленац је добио задатак од пуковника Михаиловића да успостави везу са Димитријем Љотићем и да да затражи материјалну помоћ за Михаиловићеву организацију. Љотић је Ленцу предложио да новац потражи од десетак имућнијих Београђана, од којих је прикупљена знатна сума новца. Ленац се више није враћао на Равну гору.
Према Костићевом сведочењу, око 10. јуна 1941. у Београд је долазио и Михаиловићев изасланик поручник Славко Пипан, са сличним задатком као и Ленац. Пипан се такође састао са Љотићем и, према Костићевом сведочењу, „и Пипану је дата већа сума новца да понесе Дражи”. Славко Пипан је посетио Београд поново у другој половини јула 1941. И овог пута је уследио састанак са Љотићем, на ком су били присутни Ленац, Костић и Ратко Парежанин (који је о овом састанку сведочио 1971). Љотић је сугерисао Костићу и Парежанину да путују на Равну гору како би се успоставио тешњи контакт са Михаиловићем. Међутим, до овог путовања није дошло због вести да су равногорски четници започели сарадњу са партизанским покретом.
Такође, према тврдњама пуковника Јована Тришића, вршиоца дужности команданта квислиншке жандармерије од 24. јуна 1941, он је успоставио контакт са сарадницима Драже Михаиловића још 28. маја 1941. Контакт између пуковника Тришића и Михаиловића настављен је и касније током лета 1941, посредством једног Тришићевог курира. Ови подаци публиковани су 1960.
Пуковник Михаиловић је током лета 1941. имао контакт са квислиншким режимом Милана Аћимовића. Аћимовићева управа није дуго потрајала, и укинута је 29. августа 1941. када је успостављена Влада народног спаса генерала Милана Недића.

## Сарадња са Недићевом владом 1941.
Након избијања устанка у Србији, почетком јула 1941, устаници су почели ослобађати све већи број насељених места. Четници под командом пуковника Михаиловића узимају учешћа у устанку тек крајем августа 1941. Међутим, истовремено са узимањем учешћа у борби против окупатора Михаиловић је већ почетком септембра 1941. упутио делегацију на састанак са генералом Недићем ради договора о заједничкој борби против партизана. Делегацију су чинили потпуковник Драгослав Павловић и потпуковник Живојин Ђурић и мајор Александар Мишић, док им се у Београду придружио мајор Радослав Ђурић.
Недић је након склапања споразума одмах издао новчану помоћ, коју је делегација понела са собом. Недић је потом одмах отишао код команданта Србије, генерала Хајнриха Данкелмана, с молбом да одобри легализацију Михаиловићевих четника, што је Данкелман одмах прихватио. Недић је потом одредио генералштабног мајора Марка Олујевића за везу између њега и Драже Михаиловића. Недић је ускоро обавештен да је Михаиловић у целини прихватио постигнути споразум.
Партизани су на основу заплењених докумената увидели да Михаиловић игра двоструку игру, учествујући у партизанском устанку и истовремено радећи на његовом гушењу.

### Партизани разоткривају Михаиловића
После завршетка разговора и постизања споразума са генералом Недићем, Михаиловићева делегација се из Београда вратила на Равну гору 6. септембра 1941. У међувремену на Равну гору је пошао и мајор Марко Олујевић с поручником Славком Пипаном, обавештајним официром Драже Михаиловића. Њих двојицу су, на путу за Равну гору, ухватили партизани у Белановици, 8. септембра 1941. Код мајора Олујевића, који је уједно био и помоћник команданта квислиншке жандармерије, нађен је план команде жандармерије од 7. септембра 1941. за напад жандарма са четницима Драже Михаиловића са линије Зворник-Крупањ-Ваљево-Мионица. После саслушања мајор Олујевић је стрељан 10. септембра, док је поручник Пипан успео да побегне.

### Немци разоткривају Михаиловића
Убрзо, концем септембра или почетком октобра, Недића је позвао Данкелман веома љут и показао му споразум склопљен између Драже и Тита. Данкелман је говорио како их је пуковник Михаиловић обмануо да му дају слободу кретања.
Ускоро су подаци о учешћу четничких одреда у борбама против Немаца постали очигледни, што је демотивисало представнике немачког окупатора и квислиншке управе да иду у правцу сарадње са Михаиловићем. Немачки окупатор више није имао поверења у Михаиловића, нарочито након што је савезничка пропаганда почела да представља Михаиловића као наводног вођу отпора у Југославији.
Део немачких обавештајних структура је сматрао да треба прихватити Михаиловићеву понуду за сарадњу са Немцима. Технички послови око преговора Драже Михаиловића са Немцима поверени су пуковнику Браниславу Пантићу и капетану Ненаду Митровићу. Они су 28. октобра 1941. кренули за Београд, где су се сусрели са немачким капетаном Јозефом Матлом, официром војно-обавештајне службе Абвер.
Милан Недић је сматрао да му је преговорима између Михаиловићевих представника и представника немачког окупатора угрожен политички кредибилитет. Претходно је Недић одбио наставак преговора и зауставио материјалну и војну помоћ Михаиловићевом покрету, што због опреза према Немцима, ослушкујући какав је њихов став о сарадњи са четницима, што због бојазни да Михаиловићева легализација код окупатора може угрозити његову политичку позицију.
Дана 11. новембра Михаиловић се састао са Немцима у селу Дивци, али су они одбили његове услуге и затражили разоружање четника. Михаиловић је одбио да положи оружје, али је наставио борбу против партизанског покрета, што је било од несумњиве користи немачком окупатору. Нашавши се у још тежој ситуацији након пада партизанске Ужичке републике и преласка главнине партизанских снага у Босну и Санџак, чему је знатно допринела Михаиловићева спремност да напада партизане у моменту кад они покушавају да сузбију немачку офанзиву, Михаиловићу се поново наметнула нужност сарадње са квислиншким структурама, нарочито у контексту немачке спремности да га гоне као одметника.
Партизанско-четнички сукоби и слабљење снага отпора погодовали су немачком окупатору да неометано припреми завршну офанзиву на слободну територију Ужичке републике.
У нападу на слободну територију учествовале су Љотићеве, Пећанчеве и Недићеве јединице под командом пуковника Косте Мушицког и неке бивше јединице Драгољуба Михаиловића, које су на тај начин ушле у састав Недићевих снага и формално се легализовале код Немаца, али су и даље биле под командом Михаиловића.

### Наставак сарадње са квислиншким структурама, децембар 1941.
Упркос одбацивању од стране Немаца, четници су наставили сарадњу са Недићевом владом. Вреди истаћи да Немци нису узнемиравали Михаиловићеве четнике након његовог одбијања да прихвати капитулацију на састанку у Дивцима, 11. новембра 1941, док су четници избегавали борбе са немачким окупатором још пре овог датума. Било је очигледно да је немачка офанзива на Ужице заобишла четничку Врховну команду и главнину четничких снага на Равној гори. Михаиловић је имао информације из квислиншких извора да ће немачке снаге након окончања борби против партизана настојати да елиминишу снаге под његовом командом. Стога је Михаиловић је направио план да већи део својих четника укључи у Недићеве оружане одреде, да их легализује код Немаца, да на тај начин очува своје људство и да га и даље користи у борби против партизанских одреда Србије. У вези с тим, Михаиловић је на Равној гори, 30. новембра 1941, одржао састанак четничких команданата са територије оближњих округа. Немци су већ тада били заузели Чачак и Ужице, а главнина партизанских снага повукла се у Санџак.
Записник са овог састанка није сачуван, али о њему сведочи извештај који је Дражи Михаиловићу децембра 1942. послао поручник Предраг Раковић, команданта легализованог Љубићког четничког одреда, као и записник са судског саслушања четничког мајора Милоша Глишића, начелник штаба Пожешког четничког одреда. Британски официр за везу Бил Хадсон је стигао је на Равну гору ноћу између 7. и 8. децембра док су Немци вршили офанзиву на Михаиловићеву команду. Он је закључио да су се четници извукли преласком у Недићеве одреде.
На основу одлуке четничке Врховне команде на Равној гори, четнички одреди под командом Драже Михаиловића у чачанском крају легализовали су своје деловање у оквиру квислиншких формација почетком децембра 1941. и на тај начин су се статусно изједначили са тзв. владиним четницима, односно четницима војводе Косте Пећанца. Претходно, током новембра 1941, легализован је Јелички четнички одред Милоја Мојсиловића, који је претходно признавао команду Драже Михаиловића. О легализацији Михаиловићевих четника у чачанском крају недвосмислено сведочи извештај поручника Предрага Раковића, команданта Љубићког четничког одреда, Дражи Михаиловићу из децембра 1942. Раковић наводи да је „после одржане седнице на Равној гори 30. новембра 1941. и према добивеним инструкцијама” ноћу између 30-31. новембра кренуо ка Горњој Горевници где се његов одред од 200 бораца сусрео са 5. добровољачким одредом, формацијом Српског добровољачког корпуса, под командом потпуковника Марисава Петровића. Истог дана Раковић је замољен, како наводи, да са Љубићким четничким одредом „пође у претрес терена Г. Горевнице и чишћење од комуниста”, при чему су четници снабдевени муницијом од СДК. Увече је Раковић са Петровићем отишао у Чачак где се сусрео са командантом СДК, пуковником Костом Мушицким, који је био заповедник квислиншких снага у чишћењу западне Србије од преосталих партизанских снага. Складно договорима виших инстанци, Први ваљевски четнички одред, чији је командант Нешко Недић, издао је 13. децембра 1941. наређење за сарадњу са квислиншким властима у борби против партизана.
Непосредно након одласка главнине четничких снага са Равне горе, при чему се већина четничких одреда легализовала код Немаца интегришући се у квислиншке снаге, уследио је напад немачких снага на четничку Врховну команду на Равној гори. Према немачким изворима Милан Аћимовић, министар унутрашњих послова квислиншке владе и пуковник Коста Мушицки, заповедник квислиншке оперативне групе на подручју Шумадије и западне Србије, покушали су да обавесте Михаиловића о немачким намерама. „Тај контакт довео је Недића у веома тежак положај, али је он успео да убеди Немце како за то није знао и да је Аћимовићу изричито забранио да има било шта са 'Михаиловићевим питањем'. Ипак, пуковник Мушицки је ухапшен и испитиван, али је Недић успео током 1942. да га ослободи.”
Немачки напад на Михаиловићев штаб и делове његових снага које нису легализоване, у рејону Равне горе и у неким околним селима, започео је 6. децембра 1941. и трајао је два дана. Михаиловић је успео да избегне хватање у Струганику и да се склони, након чега се неколико месеци скривао у различитим деловима западне Србије. Мајор квислиншке жандармерије Милан Калабић, заповедник дела квислиншких снага у западној Србији, отац Михаиловићевог блиског сарадника Николе Калабића, помагао је Михаиловићу обавештавајући га о немачким потерама.
Са друге стране, он је већ од јануара 1942. године издавао наредбе да комунисте треба нападати и елиминисати: „Најодлучније тајно припремање за борбу као према најопаснијем унутрашњем непријатељу, не по нашој вољи, већ по њиховој. По сваку цену постати јачи од њих, не испуштати их са ока и не дозволити њихову инфилтрацију у своју организацију. Никакве илузије у односу на њих. По природи ствари, ми смо за њих непријатељ бр. 1 и они ће учинити све да нас ослабе, искористе и униште, као што су већ чинили где год смо ми били наивни и где год су они могли. Сваки њихов предлог за сарадњу је голо тактизирање с тим циљем, а сваки национални став проста маска. Њихов је циљ само један – комунистичка револуција и диктатура пролетаријата. Јасно је да ће немачки слом повући са собом и окупаторски режим сарадње домаће власти и десничарске покрете. Остаје тада сам југословенски национални покрет (Југословенска војска у Отаџбини) као главна, управо једина, сметња њиховом преузимању власти. Стога ће учинити све да нас елиминишу или ослабе још пре немачког слома (...) На такву њихову одлуку, после узалудних покушаја да са њима сарађујемо, покушаја који су нас скупо стали, остаје само једно: истом мером, без скрупула. Вара се ко у њима гледа припаднике нашег народа (...) Имати на уму да је потребно извршити још пре свршетка рата превентивну контрареволуцију (било да се изведе једним ударцем без оклевања, јер ће се при слому Немачке партизанима прикључити сви војници комунисти из окупационих јединица са оружјем, као и сви они којима прети национална одмазда (усташе, непријатељ, мањине, муслимани, издајице и др.). У тренутку немачког слома, ми морамо имати слободне руке за друге задатке. Овоме треба приступити што пре. У борби против комуниста окупити све националне и конзервативне снаге Срба, Хрвата и Словенаца”.

## Сарадња са Недићевом владом крајем 1941. и током 1942.

### Легализација четничких одреда
Почетком 1942. године Михаиловић је гоњен од стране Немаца прешао у Санџак. па у Црну Гору, у зону под италијанском окупацијом. До почетка 1942. године равногорски покрет истопио се у редовима Недићеве милиције и коначно се поново појавио, умањен, у Црној Гори. У Србији су код квислиншке управе остали легализовани многи четнички команданти:
- Предраг Раковић (Љубићки четнички одред)
- Вучко Игњатовић (Пожешки четнички одред)
- Милош Глишић (Пожешки четнички одред)
- Манојло Кораћ (Ужичко-пожешки четнички одред)
- Никола Младеновић (Црногорски четнички одред)
- Радован Стојановић (Таковски четнички одред)
- Војислав Пантелић (Јадрански/Подрински четнички одред)
- Живан Лазовић (у београдском округу)
- Боривоје Рајковић (у Косјерићу)
- Милоје Мојсиловић (Јелички четнички одред)
- Душан Смиљанић (Гружански четнички одред)
- Љуба Јовановић (командант Српске државне страже у Зајечару)
- Никола Калабић, и други.[16]

Четнички одреди постали су интегралан део немачке окупационе управе. Немачки попис главних владиних легалних одреда од 15. маја 1942, под редним бројевима 1 до 18 наводи Љотићеве одреде, од 19 до 39 су Михаиловићеви, а од 40 до 100 Пећанчеви. Михаиловић је успоставио везе са Недићевим командантима Миланом Калабићем, Радованом Стојановићем и другима, ради борбе против партизана у Србији у току зиме 1941/42. и пролећа 1942. године.
Равногорци су се добрим делом у првој ратној зими сачували кроз процесе пасивизације и „легализације“, која је подразумевала привремено, циљано прикључивање како војним формацијама тако и државном апарату под контролом Недићеве владе, чему су свесрдно помагали поједини представници власти. Легализација није била само начин за склањање и очување кадрова већ и за инфилтрирање у редове Недићеве администрације, што је олакшавало широк спектар различитих конспиративних активности.

### Дејства легализованих одреда
Иако легализовани код Вермахта, ови одреди су и даље од Михаиловића примали наређења, а од Немаца оружје, храну и одећу. Они су, заједно са Немцима, учествовали у операцијама против преосталих партизанских одреда у Србији, те хватали и убијали припаднике покрета отпора. Успостављени систем двоструког општења омогућавао је, на једној страни, немачку номиналну команду, а на другој повиновање Михаиловићевим тајним инструкцијама. Укључивањем Михаиловићевих четника у Српску државну стражу нарастало је и немачко неповерење у поузданост јединица које су наоружавали. Недић је добијао нове снаге за борбу против припадника Народноослободилачког покрета, а Михаиловиће је спасавао одреде од уништавања у јеку зиме, прогона и немачких репресалија. Удруженим снагама могли су завести четничку страховладу и искорењивање заосталих група партизана, појединаца и њихових симпатизера и јатака.
Током децембра 1941. и почетком 1942. забележени су бројни примери злочина и репресалија у западној Србији, нарочито у чачанском, пожешком и ужичком крају које су здружено спроводили легализовани Михаиловићеви четници, четници Косте Пећанца, Српски добровољачки корпус и квислиншка жандармерија (Српска државна стража). Крајем 1941. и почетком 1942. су кулминирали четнички злочини над партизанима и њиховим симпатизерима. Окружно начелство у Крагујевцу је 14. фебруара 1942. известило да се у одредима Недићеве владе налази „поглавито оно људство које је било или наклоњено пуковнику Михаиловићу, или је активно учествовало у његовим одредима.” Даље се истиче да Дражини људи имају личну мржњу против комуниста и да „ступају у борбу против комуниста са нарочитом страшћу”.
У пролеће и лето 1942, када су знатне немачке снаге биле ангажоване у Босни у борбама против НОВЈ, бројно стање легализованих четника у Србији је континуирано расло. У јуну 1942. број легализованих четника у Србији износио је 11.300. Немци су са неповерењем посматрали чињеницу да квислиншке формације непрестано нарастају попуњавањем из четничких редова. Носили су се мишљу да знатно смање бројно стање легализованих четника, међутим Немци нису имали довољно сопствених снага у Србији којима би заменили четнике који су им чинили значајну услугу у прогону припадника, група и одреда НОВЈ у Србији.

### Захлађење односа и прекид сарадње
Немачки окупатор је средином 1942. постепено започео процес разоружавања легализованих четника. Истовремено, и четнички вођа Дража Михаиловић увиђа да легализација има и својих лоших страна. 2. септембра 1942. Дража Михаиловић позива своје легализоване четнике са подручја Ваљева да се врате у шуме.
Мајор Захарије Остојић у реферату од 4. септембра наглашава да је због легализације „борбени дух опао, дисциплина такође. Плате су донеле коцку и пијанчења, старешинама су се осладили Недићеви чинови”, а нису били ретки ни „пријатељства ни лумперај са окупатором.”
Обзиром да није више било потребе за гушењем устанка, окупатор је процес разоружавања легализованих четника у знатној мери окончао до краја 1942. када је практично расформирана формација под командом Косте Пећанца, а легализовани равногорски четници су се једним делом поново нашли у илегалном статусу, тј. у шуми, а мањим делом су инкорпорирани у Српску државну стражу. Ово је допринело поновном јачању организације Драже Михаиловића.
Дана 7. новембра 1942. године Дража Михаиловић је расписом свима у Србији издао наређење за грађанску непослушност.
Вреди напоменути да Немци 1942. нису много тога учинили на пацификацији Михаиловићевих четника који нису били легализовани. Легализација већег дела Михаиловићевих снага 1942. омогућила је овом корпусу да избегне уништење које је било врло извесно крајем 1941. и да настави борбу против партизана које су четници Драже Михаиловића сматрали најзначајнијим непријатељем, надајући се да се партизански покрет неће више реорганизовати и опоравити.

### Сарадња четника из источне Босне са Недићем и Немцима
Мајор Јездимир Дангић спадао је у ред четничких команданата који се нису у потпуности подвргли команди пуковника Драже Михаиловића, иако су били под његовим руководством. Мада је командно био подређен Дражи Михаиловићу, Дангић је паралелно блиско сарађивао и са Миланом Недићем. Дангићева сарадња са квислиншком управом у Србији датира још из времена Савета комесара Милана Аћимовића. Заправо, Дангић је још средином маја 1941. приступио квислиншкој Српској жандармерији. Међутим, 16. августа 1941. Дангић је прешао у источну Босну где је на основу упутстава Драже Михаиловића успео да стави под своју команду и реорганизује све прочетничке групе. Успостављањем квислиншке владе Милана Недића, 29. августа 1941, Дангић започиње блиску сарадњу са Недићем. У међувремену, Дангићеви су четници почели да трпе поразе у сукобима са партизанима, а наметнута им је и борба са усташама. Услед бојазни од уништења, Дангић интензивира сарадњу са Недићем од кога добија препоруку за састанак са Немцима у Београду. Дража Михаиловић је знао за Дангићеву намеру да се састане са Немцима, што је одобрио.
Генерал Паул Бадер, војноуправни командант Србије, разговарао је у Београду са Миланом Недићем, 19. јануара 1942. Главна тема разговора тицала се могућности сарадње са четницима Јездимира Дангића. Бадер износи да је Недић на састанку исказао врло повољно мишљење о овој могућности и Дангићу као савезнику.
Дангић је стигао у Београд 31. јануара 1942. са немачким пуковником Ерихом Кевишем, начелником Оперативног штаба немачког опуномоћеног команданта у Србији, и Пером Ђукановићем, чланом четничке Привремене управе у источној Босни. Дангић је био спреман признати немачку војну управу у источној Босни, и борити се против партизана. За узврат је тражио да усташке и домобранске јединице напусте тај простор. Приликом првог разговора, Недић и Дангић су закључили да се мир у источној Босни може успоставити само сарадњом четника са Вермахтом.
Немачки генерал Бадер, опуномоћени заповедник Србије, био је спреман препустити Дангићу осигурање граничних котарева НДХ на простору који омеђују реке Сава, Дрина и Босна, али је за било какву промену статуса источне Босне била неопходна сагласност НДХ.
2. фебруара 1942. немачки генерал Бадер је позвао представнике НДХ, министра Вјекослава Вранчића и домобранског пуковника Федора Драгојлова у Београд, на преговоре са Дангићевим изасланицима. Дангић је био спреман да призна немачку команду, а условно и сувереност НДХ. Представници НДХ су одбили било какву могућност препуштања власти четницима у источној Босни и преговори су окончани без резултата.
О преговорима Јездимира Дангића са представницима немачког окупатора и квислиншке владе била је обавештена и четничка Врховна команда, односно Дража Михаиловић, захваљујући извештају поручника Слободана Вранића, који је био обавештен од стране учесника о састанку у квислиншком Министарству унутрашњих послова 1. фебруара 1942, на којима је предлагано инкорпорирање источне Босне квислиншкој творевини у Србији. Након што се представници НДХ нису сложили са мењањем граница, Дангић и представници Недићеве владе су се сложили да ће се „ово питање за извесно време, а најдаље за месец дана поново ставити на дневни ред”. У Вранићевом извештају се истиче да „окупатор помаже нашу борбу”, алудирајући на борбу четника у источној Босни против снага НОП-а, и додаје се да је одлучено да босански четници, уз посредство Недићеве владе, „из Србије добију помоћ у људству и материјалу”.
Дангићеви контакти са немачком обавештајном службом нису прекинути после првих преговора у Београду који нису дали резултате због противљења НДХ, иако четници под његовом командом и даље нису иступали против немачке оружане силе. Дангић jе и након тога наставио да одржава контакте и сарадњу са квислиншким формацијама у Србији и окружним начелницима у северозападној Србији. Дангић је током фебруара и марта неколико пута лично долазио у Београд и састајао се са Миланом Недићем. Немци су се почели прибојавати, због њиховог неиспуњења Дангићевих безбедносних очекивања, да ће италијанска Врховна команда на Дангићев позив одлучити да италијанска војска заузме источну Босну. Како би предухитрили овакву могућност, Немци су у ноћи 11-12. априла 1942. ухапсили Дангића у Рогатици и пребацили га у Београд, а потом спровели у заробљеништво.

## Сарадња са Недићевом владом 1943.
Генерал Михаиловић је 2. марта 1943. године, у јеку четврте непријатељске офанзиве, наредио свим својим командантима у Србији уништење комуниста уз помоћ Недићеве полиције.
Генерал Милан Недић је генерала Михаиловића сматрао великим ривалом, стога му је одговарало што се штаб Драже Михаиловића годину дана, од јуна 1942. до маја 1943, налазио ван територије Србије, у околини Колашина. Иако Недићу није одговарало да се организација Драже Михаиловића интензивно шири по Србији од краја 1942, није ништа чинио како би се ангажовао у хватању Михаиловића и његовог штаба након Михаиловићевог повратка у Србију.
Према тврдњама Бошка Костића, секретара Димитрија Љотића, Љотић је у другој половини 1943. покушао да уговори састанак са Михаиловићем, али је то Михаиловић одбио рачунајући на негативну реакцију емигрантске владе.
Дана 18. новембра 1943. британски потпуковник Коуп (Цопе) извештава претпостављене да је од Михаиловићевог мајора Ђурића обавештен о сарадњи четника са Недићевом владом. Потпуковник Коуп извештава да већина људи под Ђурићевом командом неће толерисати ову сарадњу, неће се борити против партизана у савезу са Недићем, и да је Ђурић, упркос супротним Михаиловићевим наређењима, већ контактирао локалне партизане.

## Сарадња са Недићевом владом 1944.
У време нешто интензивнијих сукоба између четника Драже Михаиловића и снага немачког окупатора у појединим деловима Шумадије, нарочито у Крагујевачком и Младеновачком округу, од средине фебруара до краја маја 1944, долази до једног наизглед парадоксалног састанка. Наиме, у првој половини марта 1944. у селу Вранићи покрај Чачка дошло је до састанка између генерала Мирослава Трифуновића, истакнутог члана Врховне команде ЈВуО, и представника немачког окупатора Штеркера, на коме се разговарало о могућности споразума између окупатора и четника Драже Михаиловића у погледу борбене сарадње против НОВЈ, што би подразумевало и наоружавање четника. Састанку је присуствовао и Милан Аћимовић, бивши министар унутрашњих послова у квислиншкој влади Милана Недића.
Да је ова сарадња стражара и „илегалних четника ДМ” постала правило, а не изузетак, као и да се више пред Немцима није ни покушавала сакрити, врлo јасно сведочи званични извештај Одељења за државну заштиту „о догађајима у
Србији од 11. до 17. фебруара”: „…Било је сукоба СДС као и у округу зајечарском у којима су одреди Српске владе готово редовно помагани од илегалних четника ДМ, поражавали комунисте на сваком кораку. Ова јединствена акција удружених националних снага дала је за последња два месеца веома задовољавајуће резултате, тако да је у томе времену пало више комунистичких вођа познатих још из првих дана њихове активности у Србији…”
Крајем априла 1944. у селу Трбушанима покрај Чачка поново је дошло до састанка четника Драже Михаиловића са Миланом Аћимовићем и немачким представником Штеркером. Изасланици Драже Михаиловића на овом састанку су, сем генерала Трифуновића, били др Живко Топаловић и капетан Предраг Раковић. На састанку су четнички представници поднели захтеве о потреби у оружју и муницији.
Почетком маја 1944. Димитрије Љотић, шеф фашистичке организације Збор, покренуо је иницијативу за сарадњу са снагама Драже Михаиловића. Љотић и његов секретар Бошко Костић сусрели су се 17. маја 1944. у селу Брђани код Горњег Милановца са генералом Мирославом Трифуновићем. Разговори су трајали три дана.

### Споразум Недића и Михаиловића
Дража Михаиловић и Милан Недић састали су се 12-13. августа 1944. у селу Ражана покрај Косјерића. На састанку су присуствовали четнички команданти: пуковник Лука Балетић, потпуковник Мирко Лалатовић, мајор Драгослав Рачић, мајор Никола Калабић, а од Недићевих сарадника: Драги Јовановић, шеф квислиншке полиције и управник града Београда, као и генерал Миодраг Дамјановић, шеф Недићевог кабинета.
Састанак је уговорио, како је признао пред истражним органима 1946, Драги Јовановић. Он се претходно у Аранђеловцу састао са четничким командантима Рачићем, Калабићем и Нешком Недићем. На састанку је договорено да се ради на сусрету Недића и Михаиловића у циљу обједињавања антикомунистичких снага. Јовановић се потом вратио у Београд где је добио Недићеву сагласност за организовање састанка са Михаиловићем.
Насупрот нашем националном фронту постоји само један — други фронт а то је комунистички. Све наше оружане снаге са националним четницима морају се ујединити. То је врховни закон Отаџбине, јер то хоће цео Српски народ. У том циљу сутра мора доћи не до подвојених формација, него до једне Српске војске која ће бити у једној руци и радити за спас Српства. У сутрашњици нама се намећу два задатка: 1. одржање мира, реда и братске слоге по сваку цену. Та идеја мора да нас све води до победе, а победа значи слободу, уједињење Српства и повратак Краља Петра II. Други задатак јесте да отарабимо српске земље. То морамо извршити још у овом времену док буде у Европи нередовно стање, а не да чекамо да се то изврши за зеленим столом... Решење овога рата мора пасти. Дајем крајњи рок а то је највише три месеца... И до сада међу нама националистима постојао је прећутан споразум, а сада мора доћи до формалног споразума, јер смо ми сви синови једне земље. Где још постоје неке оштрице изглађујте их. Ако не будемо данас, а нарочито сутра, једна душа и једно тело знајте, ми ћемо пропасти".
Непосредно уочи састанка између Недића и Михаиловића, у Тополи се 11. августа 1944. одиграо састанак између представника немачке команде Југоистока и представника Драже Михаиловића, на коме је мајор ЈВуО Драгослав Рачић уверио немачке представнике у спремност на сарадњу Михаиловићевог покрета са немачким окупатором.
На састанку је специјални немачки изасланик за Балкан Херман Нојбахер оценио да обећања Драже Михаиловића у погледу лојалног држања треба узети озбиљно, пошто је доказао „да је толики антикомуниста, да је упркос енглеским понудама дао предност просјачењу код окупатора пред слогом с црвеном страном”. Ови преговори завршили су формулисањем иницијативе за формирање српске армије од 50.000 људи за борбу против комунизма којом би руководио Михаиловић, а коју би опремила нацистичка Немачка. У извештају са састанка наглашава се да треба поздравити „предлог за формирање српског јединственог фронта”. Милан Недић се 18. августа 1944. на заједничкој седници квислиншке владе са немачким главним командантом за Југоисток, гарантовао је да ће се покрет под командом генерала Михаиловића суздржати од „непријатељских дејстава против Немаца”. Упркос залагању немачке команде Балкана, немачки врховни вођа Адолф Хитлер је 22. августа 1944. одбацио Михаиловићеву иницијативу, оцењујући да ће то оружје „једном каснијом приликом бити управљено против Немаца.” Он је одобрио само тактичку сарадњу са четницима.
На основу споразума са Недићем, Михаиловићу је испоручена већа количину оружја, муниције и опреме, из немачких магацина.
У наредном периоду, Драги Јовановић је наставио да одржава контакт са Равногорском организацијом. Према личном признању, врло брзо је уговорио и свој састанак са генералом Михаиловићем. Јовановић наводи да се тај састанак одиграо 28. августа, у селу Прањанима. Том приликом, наводно је информисао команданта Равногорског покрета о припремама Немаца за повлачење и пренео му информације о оскудним војним јединицама, са којима је окупатор у том тренутку располагао.
Почетком септембра на састанцима између представника квислиншке владе и квислиншких војних формација: СДС и СДК, са представницима ЈВуО, најпре у Београду 2. септембра 1944, потом у Прањанима покрај Чачка, у наредна два дана, донета је одлука о обједињавању свих домаћих антипартизанских снага и њиховом уласку у састав ЈВуО. На састанку у Прањанима присуствовао је Михаиловић.
6. септембра 1944. Српска државна стража је стављена под команду генерала Драгољуба Михаиловића. У договору са генералом Мирославом Трифуновићем, Михаиловићевим командантом Србије, јединице Српске државне страже (СДС) и Српске граничне страже (СГС) 6. октобра 1944. окупиле су се у Јагодини. Ту је од тих јединица формиран Српски ударни корпус (СУК) са три дивизије. За команданта корпуса именован је дивизијски генерал Стеван Стева Радовановић, за његовог помоћника бригадни генерал Боривоје Јонић (командант СДС) а за начелника штаба мајор Данило Дача Стојановић. СУК је тада бројао око 6.800 људи. Српски ударни корпус се у саставу Михаиловићеве војске борио са јединицама НОВЈ. Ове формације од 6. септембра 1944. налазе се под командом штаба команданта Србије, генерала Трифуновића. Заједно са немачком војском и четницима из Србије током новембра 1944. учествује у пробоју Групе армија Е кроз Санџак и источну Босну.
После овог споразума, 8. септембра 1944. године, командант Србије ЈВУО генерал Мирослав Трифуновић издао је наређење да се „ништа не узима од Српске државне страже” јер „ови делови оружане силе имају се сматрати као наше јединице. Свако врбовање, одвођење и примање припадника Државне и Граничне страже има се потпуно обуставити.”
Ипак, јединице СДК нису се повукле из Србије у правцу Босне, како су то учиниле обједињене јединице ЈВуО и СДС, већ у правцу Словеније, преко територије Срема и Славоније односно преко територије под контролом НДХ. Јединице ЈВуО и СДС напустиле су територију Србије 15-20. октобра 1944. Немци су извршили евакуацију јединица СДК како би их спасили од уништења у сукобу са Црвеном армијом и НОВЈ. Димитрије Љотић је 4. октобра 1944. упутио делегацију од 33 припадника СДК и фашистичког покрета Збор у Црну Гору, како би убедили Павла Ђуришића, команданта црногорских четника да се евакуишу у правцу Словеније, где су планирали да се повуку и Љотићеве јединице.
Припадници СДС су из Јагодине, преко Крушевца, 14. октобра 1944. пристигли у Краљево где су се састали са четницима и интегрисали под Михаиловићеву команду. Правац повлачења СДС и главнине ЈВуО ишао је од Краљева преко Рашке, Новог Пазара, Сјенице, Пријепоља и Пљевaља ка Босни, уз учестале сукобе са НОВЈ и евидентне губитке.